# Probreviceps rhodesianus
Probreviceps rhodesianus és una espècie de granota de la família Microhylidae que viu a Zimbàbue i, possiblement també, a Moçambic.
Està amenaçada d'extinció per la pèrdua del seu hàbitat natural.